# 格拉马杜
格拉马杜是巴西南大河州的一个市镇。总面积237.019平方公里，总人口31654人，人口密度133.6人/平方公里。